# Dansk Filmrevy 40/10
|  | Denne artikel er oprettet af botten Steenthbot ud fra en ekstern database. Den kan derfor have sproglige fejl eller mangler. Denne skabelon kan fjernes efter kontrol af indholdet. |

Dansk Filmrevy 40/10 er en dansk dokumentarfilm fra 1940.